# Hastulopsis pertusa
Hastulopsis pertusa is een slakkensoort uit de familie van de Terebridae. De wetenschappelijke naam van de soort is voor het eerst geldig gepubliceerd in 1778 door Born.